# Pristimantis ridens
Pristimantis ridens là một loài động vật lưỡng cư trong họ Strabomantidae, thuộc bộ Anura. Loài này được Cope mô tả khoa học đầu tiên năm 1866.